# 川鄂米口袋
川鄂米口袋（学名：Gueldenstaedtia henryi），为豆科米口袋属下的一个植物种。